# 蒂林格贝格
蒂林格贝格（德語：Thüringerberg）是奥地利福拉尔贝格州布卢登茨县的一个市镇。总面积10.39平方公里，总人口687人，人口密度66.1人/平方公里（2005年）。